# Јалшовец
Јалшовец је насељено место у саставу општине Штригова у Међимурској жупанији, Хрватска. До територијалне реорганизације у Хрватској налазио се у саставу старе општине Чаковец.

## Становништво
На попису становништва 2011. године, Јалшовец је имао 144 становника.

## Попис1991.
На попису становништва 1991. године, насељено место Јалшовец је имало 200 становника, следећег националног састава:
| Попис 1991.‍ | Попис 1991.‍ | Попис 1991.‍ | Попис 1991.‍ | Попис 1991.‍ |
| ----------- | ----------- | ----------- | ----------- | ----------- |
|             |             |             |             |             |
| Хрвати      | Хрвати      |             | 186         | 93,00%      |
| Словенци    | Словенци    |             | 11          | 5,50%       |
| непознато   | непознато   |             | 3           | 1,50%       |
| укупно: 200 |             |             |             |             |